# Pedro de Atroa
São Pedro de Atroa (região de Éfeso, 773 — Atroa, Bitínia, 1 de janeiro de 837) foi um abade e santo bizantino.
Pedro, cujo nome de batismo era Teofilato, foi o mais velho de três irmãos, provavelmente de uma família de camponeses. Com a idade de dezoito anos, decidiu tornar-se monge após ter tido uma visão em que a Virgem Maria lhe disse para se juntar a Paulo, o Hesicasta.[a] Pedro assim fez e foi para o eremitério de Paulo em Crypta, na Frígia, onde tomou o nome religioso de "Pedro". Foi ordenado em Zygos, Grécia. No dia da sua ordenação curou um homem possuído à porta da igreja.
Pedro e Paulo iniciaram uma peregrinação a Jerusalém, mas uma visão de Deus fê-los ir para o Monte Olimpo, na Bitínia, onde Paulo estabeleceu um mosteiro junto à igreja de São Zacarias, perto de Atroa. O mosteiro cresceu rapidamente e Paulo nomeou Pedro para lhe suceder após a sua morte, que aconteceu em 1805, quando Pedro tinha 32 anos. O mosteiro floresceu, mas em 815 Pedro foi forçado a encerrá-lo para segurança dos monges devido às perseguições iconoclastas apoiadas pelo imperador bizantino da altura, Leão V, o Arménio. Pedro foi então para Éfeso e depois para Creta.
Como defensor da veneração dos ícones, Pedro passou a ser um homem procurado pelas autoridades imperiais. Só escapou às tropas por milagre, tornando-se invisível. Esteve por um breve período na casa da sua família perto de Éfeso. Durante essa estadia, a sua mãe viúva e o irmão Cristóvão tornaram-se monges. Após passar pelo Chipre, vagueou por vários locais esforçando-se por isolar-se do mundo, algo que se tinha tornado difícil devido à sua reputação como taumaturgo (milagreiro) e guia espiritual, que já se tinha espalhado muito por essa altura. Raramente o deixavam prosseguir a vida tranquila e pacífica que ele procurava pacificamente. Acabou por encontrar alguma privacidade na área de Coracésio (atual Alanya), na Cilícia, onde viveu vários anos. Segundo outras fontes, teria passado esses anos em Kalonaros, perto do Helesponto. A discrepância poderá estar relacionada com o nome da cidade, pois Coracésio também era designada por Kalon Oros pelos bizantinos.
Após a morte de Leão V, o Arménio, em 820, as perseguições iconoclastas terminaram, o que originou lutas internas pelo poder na igreja. Um destes conflitos envolveu acusações de vários bispos e abades, que alegavam que Pedro exorcisava demónios não pelo poder de Deus, mas pelo poder de Beelzebuth.[b] Pedro tentou convencê-los de que isso não era verdade, mas não conseguiu, e acabou por ter que procurar a ajuda de São Teodoro Estudita para os persuadir. Teodoro escreveu uma carta para todos os monges da área dizendo-lhes que a conduta, ensinamentos e crenças de Pedro não mereciam qualquer repreensão e que ele era um monge do melhor que se podia encontrar. Esta carta sobreviveu até aos dias de hoje.
Pedro regressou então a São Zacarias, onde restaurou o seu antigo mosteiro e ajudou a reorganizar outros dois mosteiros que ele tinha fundado. Durante esse tempo, ele residiu num eremitério em Atroa. Os ataques iconoclastas voltaram mais virulentos do que antes e Pedro viu-se novamente forçado a dispersar os monges, o que conseguiu fazer muito pouco tempo antes do bispo local chegar para os remover à força. Pedro partiu para ir residir com um famoso eremita chamado Santiago. Enquanto viveu com ele, Pedro curou Paulo de Prusa de uma febre, o que foi considerado um milagre na altura, apesar de aparentemente a cura ter consistido apenas numa boa refeição dada ao doente.
A intensificação das perseguições na área obrigaram Pedro e Santiago a procurar refúgio na segurança do mosteiro de São Porfírio no Helesponto. Mais tarde Pedro foi a Balea,[c] onde visitou o seu amigo e opositor da iconoclastia São Joannicius (ou Santo Ioannikios ou Joannicus, o Grande), voltando depois a São Zacarias. Morreu em 1 de janeiro de 837 enquanto rezava no coro durante a oração da noite, após de proferir um discurso final de despedida à assembleia. Segundo a tradição, no momento em que Pedro morreu, Joannicius teve uma visão em que falava com Pedro no sopé de uma montanha cuja crista chegava ao céu divino.